# Plocama
Plocama là một chi thực vật có hoa trong họ Thiến thảo (Rubiaceae).

## Loài
Chi Plocama gồm các loài: